# Лайон-Маунтен (Нью-Йорк)
Лайон-Маунтен (англ. Lyon Mountain) — переписна місцевість (CDP) в США, в окрузі Клінтон штату Нью-Йорк. Населення — 421 особа (2020).

## Географія
Лайон-Маунтен розташований за координатами 44°43′30″ пн. ш. 73°52′56″ зх. д. / 44.72500° пн. ш. 73.88222° зх. д. (44.724970, -73.882357).  За даними Бюро перепису населення США в 2010 році переписна місцевість мала площу 26,28 км², уся площа — суходіл.

## Демографія
Згідно з переписом 2010 року, у переписній місцевості мешкали 423 особи в 201 домогосподарстві у складі 114 родин. Густота населення становила 16 осіб/км².  Було 236 помешкань (9/км²).
Расовий склад населення:
| - 96,0 % — білих - 1,4 % — чорних або афроамериканців - 0,5 % — корінних американців - 0,5 % — азіатів |

До двох чи більше рас належало 0,7 %. Частка іспаномовних становила 1,4 % від усіх жителів.
За віковим діапазоном населення розподілялося таким чином: 18,7 % — особи молодші 18 років, 59,6 % — особи у віці 18—64 років, 21,7 % — особи у віці 65 років та старші. Медіана віку мешканця становила 48,4 року. На 100 осіб жіночої статі у переписній місцевості припадало 88,0 чоловіків;  на 100 жінок у віці від 18 років та старших — 85,9 чоловіків також старших 18 років.
За межею бідності перебувало 33,3 % осіб, у тому числі 90,3 % дітей у віці до 18 років та 8,6 % осіб у віці 65 років та старших.
Цивільне працевлаштоване населення становило 69 осіб. Основні галузі зайнятості: освіта, охорона здоров'я та соціальна допомога — 39,1 %, мистецтво, розваги та відпочинок — 20,3 %, фінанси, страхування та нерухомість — 17,4 %.